# Melasina hemithalama
Melasina hemithalama är en fjärilsart som beskrevs av Edward Meyrick 1935. Melasina hemithalama ingår i släktet Melasina och familjen säckspinnare. Inga underarter finns listade i Catalogue of Life.